# Back from the Dead
Back from the Dead är det amerikanska death metal-bandet Obituarys femte studioalbum, utgivet 1997 av skivbolaget Roadrunner Records.

## Låtlista
1. "Threatening Skies" – 2:19
2. "By the Light" – 2:55
3. "Inverted" – 2:54
4. "Platonic Disease" – 4:06
5. "Download" – 2:45
6. "Rewind" – 4:03
7. "Feed on the Weak" – 4:15
8. "Lockdown" – 4:12
9. "Pressure Point" – 2:26
10. "Back from the Dead" – 5:13
11. "Bullituary (Remix)" (med DJ's Diablo D och Skinner T) – 3:43

- Text och musik: Obituary (spår 1–10), Obituary/Diablo D/Skinner T (spår 11)

## Medverkande
Musiker (Obituary-medlemmar)
- John Tardy – sång
- Allen West – sologitarr
- Trevor Peres – rytmgitarr
- Frank Watkins – basgitarr
- Donald Tardy – trummor

Bidragande musiker
- Diablo D – vokal (spår 11)
- Skinner T – vokal (spår 11)

Produktion
- Jamie Locke – producent, ljudtekniker, ljudmix
- Obituary – producent
- Christopher Spahr – ljudtekniker
- Chris Gehringer – mastering
- Trevor Peres – omslagsdesign, omslagskonst
- Bernie Wrightson – omslagskonst
- Rob Mayworth – logo
- Mark Leialoha – foto